# Abbaye de Molaise
L’abbaye de Molaise était une abbaye de moniales cisterciennes située au hameau de Molaise sur la commune actuelle d'Écuelles, à vingt-cinq kilomètres au nord-est de Chalon-sur-Saône entre Seurre et Verdun-sur-le-Doubs, en Saône-et-Loire, dans le diocèse de Chalon-sur-Saône.
Il ne reste aujourd’hui presque rien de l'abbaye de Molaise.

## Histoire

Carte des abbayes cisterciennes en Bourgogne – par définition moderne. En Moyen Âge Sens était en Champagne, et son archidiocèse comprenait l'Île-de-France, mais aussi la diocèse d'Auxerre.

Filiale de l’abbaye de Tart, l'abbaye aurait été fondée vers 1142 par le duc de Bourgogne Eudes II et son épouse, et la première abbesse était Béatrix de Vergy. Elisabeth de Vergy, sa sœur, était Abbesse de Tart. Béatrix construira le monastère et sa première chapelle qu'elle placera sous le vocable de la Vierge Marie.
Vers 1324, Isabelle de Vignolles obtint des reliques de Saint Louis, de Philippe le Bel lui-même par l'intermédiaire de Béatrix de Palleau. Un pèlerinage se mit en place à cette époque au monastère. Elle reçut aussi des reliques de sainte Ursule et ses compagnes.
En 1636, les troupes de Gallas, lors de leur incursion dévastatrice en Bourgogne pendant la Guerre de Trente Ans, mirent à sac l’abbaye qui fut pillée et en grande partie brûlée. Les religieuses en fuite se cachèrent à Seurre.
En 1640, Madeleine Legoux de la Berchère, 34e abbesse (de 1637 à 1652), entreprit de remettre l'abbaye en état et de s'y réinstaller.
1692 : Réalisation des reliquaires en bois qui contiennent encore à ce jour les reliques de saint Louis et sainte Ursule.
D'importants travaux de rénovation furent entrepris en 1692 sous l'impulsion et les finances de Marguerite de Thiard, 36e Abbesse de Molaise de 1689 à 1699. (aucune trace de travaux de 1760 à 1765 avec l'aide de l'architecte Edme Verniquet[réf. nécessaire])
L'abbaye cessa d'exister à la Révolution et fut mise en vente comme bien national en 1790, les bâtiments détruits et les matériaux vendus.
À ce jour, reste un petit oratoire sur l'emplacement de l'abbaye. Chaque, année, le 25 août, a lieu un pèlerinage et les reliques de saint Louis et sainte Ursule sont conservées dans l'église d’Écuelles.

## Filiation et dépendances
Molaise  est fille de l'abbaye de Tart

## Liste des abbesses

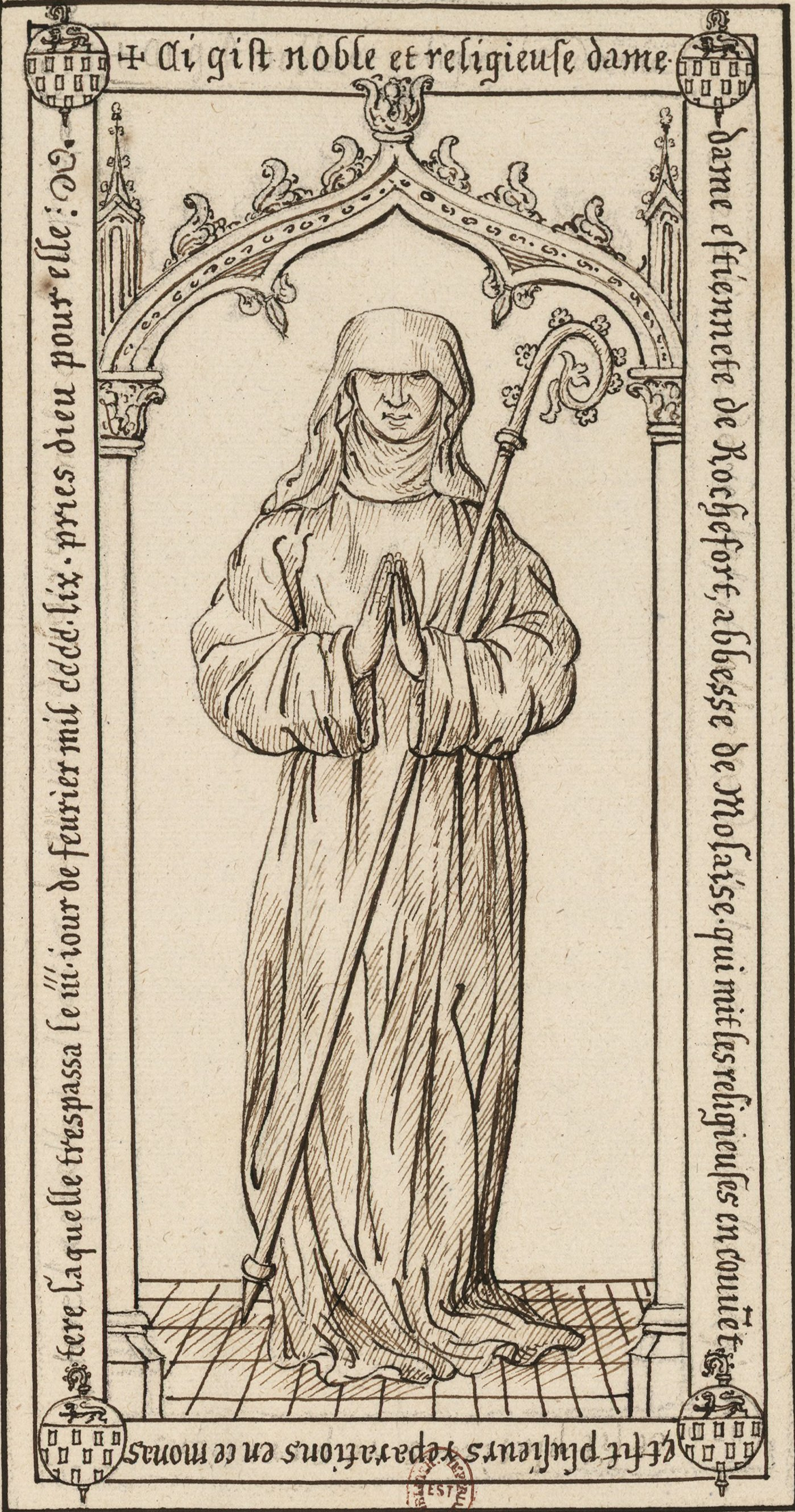
Étiennette de Rochefort

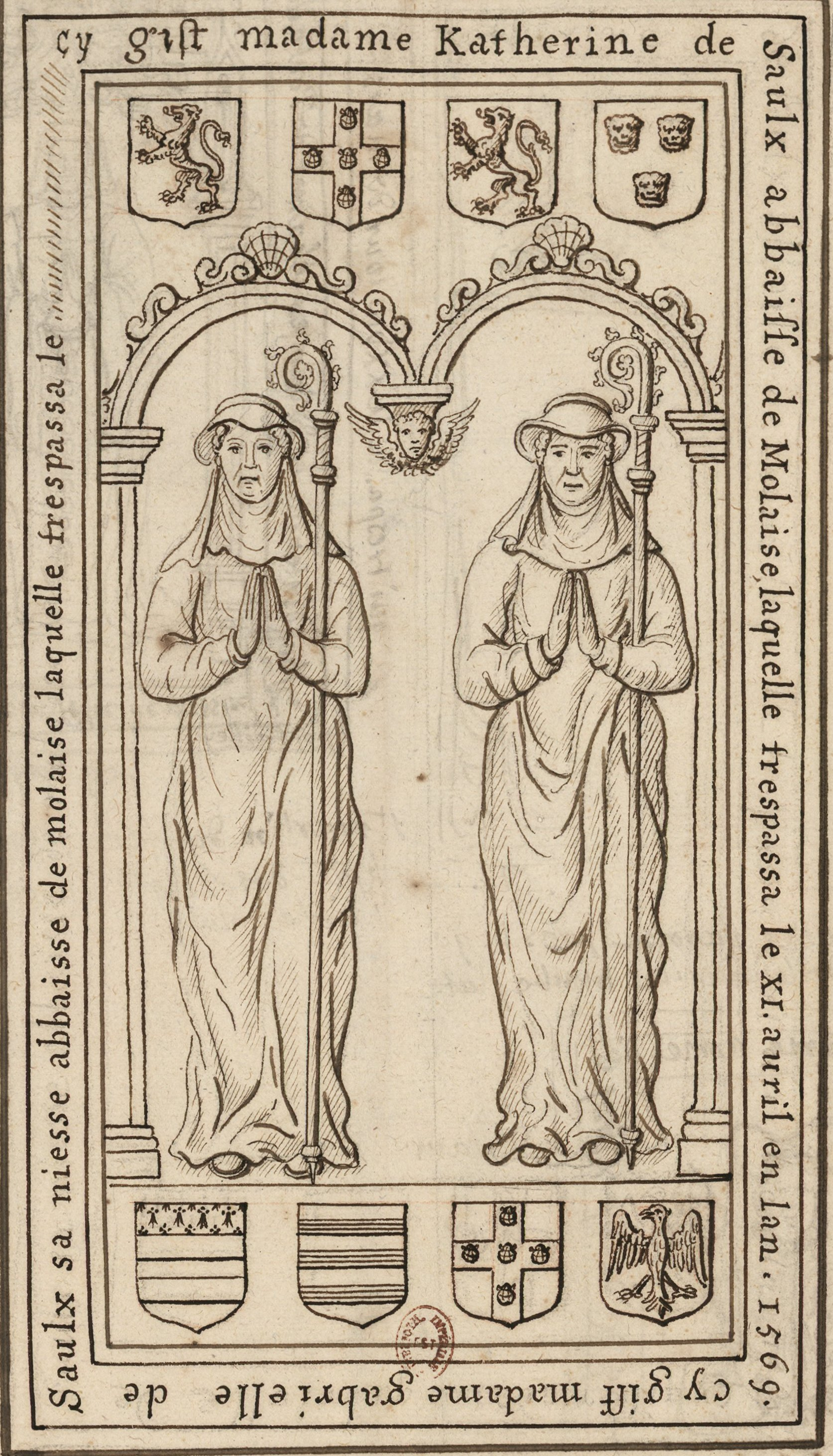
Catherine de Saulx et sa nièce Gabrielle

- 1142-1187 : Béatrix de Donzy de Vergy[2]
- 1187-12?? : Ameline
- 12??-1234 : Jacquette
- 1234-12?? : Anne de Rully
- 12??-1257 : Philippine
- 1257-1264 : Guillemette I
- 1264-1274 : Marguerite I
- 1274-1279 : Béatrice de Chagny
- 1279-1286 : Marguerite II de Rouvray
- 1286-1290 : Alix de Châteauneuf
- 1290-1293 : Gillette de Varennes
- 1293-1298 : Jeanne I
- 1298-1314 : Renaude I
- 1314-1318 : Richarde
- 1318-1326 : Isabelle de Vignolles
- 1326-1333 : Etiennette I
- 1333-1346 : Marguerite III de Navilliers
- 1346-1350 : Renaude II de Vincelles
- 1350-1374 : Etiennette II de Pasquier
- 1374-1409 : Marie I de Varennes
- 1409-1423 : Etiennette III Courton de Savigny
- 1423-1424 : Guillemette II de Courbouzon
- 1424-1442 : Renaude III de Courbouzon
- 1442-1469 : Etiennette IV de Rochefort
- 1469-1478 : Antoinette Bouton de Corberon
- 1478-1502 : Jeanne II de Salins
- 1502-1508 : Etiennette V de Savigny
- 1508-1520 : Anne I Bouton de Corberon
- 1520-1548 : Jeanne III Françoise de La Ferté
- 1548-1574 : Catherine de Saulx-Tavannes
- 1574-1582 : Gabrielle de Saulx-Tavannes
- 1582-1584 : Charlotte du Colombier
- 1584-1593 : Anne II de Mandelot
- 1593-1598 : Blaisette du Colombier
- 1598-1599 : Prudence de Brunet
- 1599-1602 : Huguette Blondeau
- 1602-1607 : Madeleine I Brûlart de La Borde
- 1608-16?? : Marie IV Brûlart de La Borde
- 16??-1652 : Madeleine II Le Goux de La Berchère
- 1652-1689 : Marie III de Thiard de Bragny
- 1689-1699 : Marguerite IV de Thiard de Bragny
- 1699-1711 : Marie V Charlotte de Vény d’Arbouze
- 1711-1738 : Marie VI Anne de La Roche-Courbon de Blénac
- 1738-1762 : Marie-Elisabeth I de Brisay de Denonville
- 1762-17?? : Marie-Elisabeth II de Mangot d’Anzay
- 17??-1790 : Marguerite V David de La Martinière

## Article dans l'Encyclopédiede Diderot et d'Alembert (1778)
« MOLAISE, abbaye royale de Bernardines, au diocèse de Châlons-sur-Saône, fondée par Eudes I, duc de Bourgogne, dont la première abbesse fut Béatrix de Vergy en 1170. Cette maison a été gouvernée par des abbesses de la première noblesse de Bourgogne ; on voit une Anne de Rulli en 1234 ; Béatrix de Chancy, morte en 1278, dont on voit la tombe en l'église de Molaise; une Marguerite de Champlitte en 1279 ; Alix de Châteauneuf en 1286, trois dames de la maison de Bouton, une Catherine de Saulx, deux dames Brulart, une Marie de Chiard de Bragni en 1652.
Cette abbaye, située dans un village près de la Saône, n'a plus que huit religieuses. (C.) ».

## Aujourd'hui

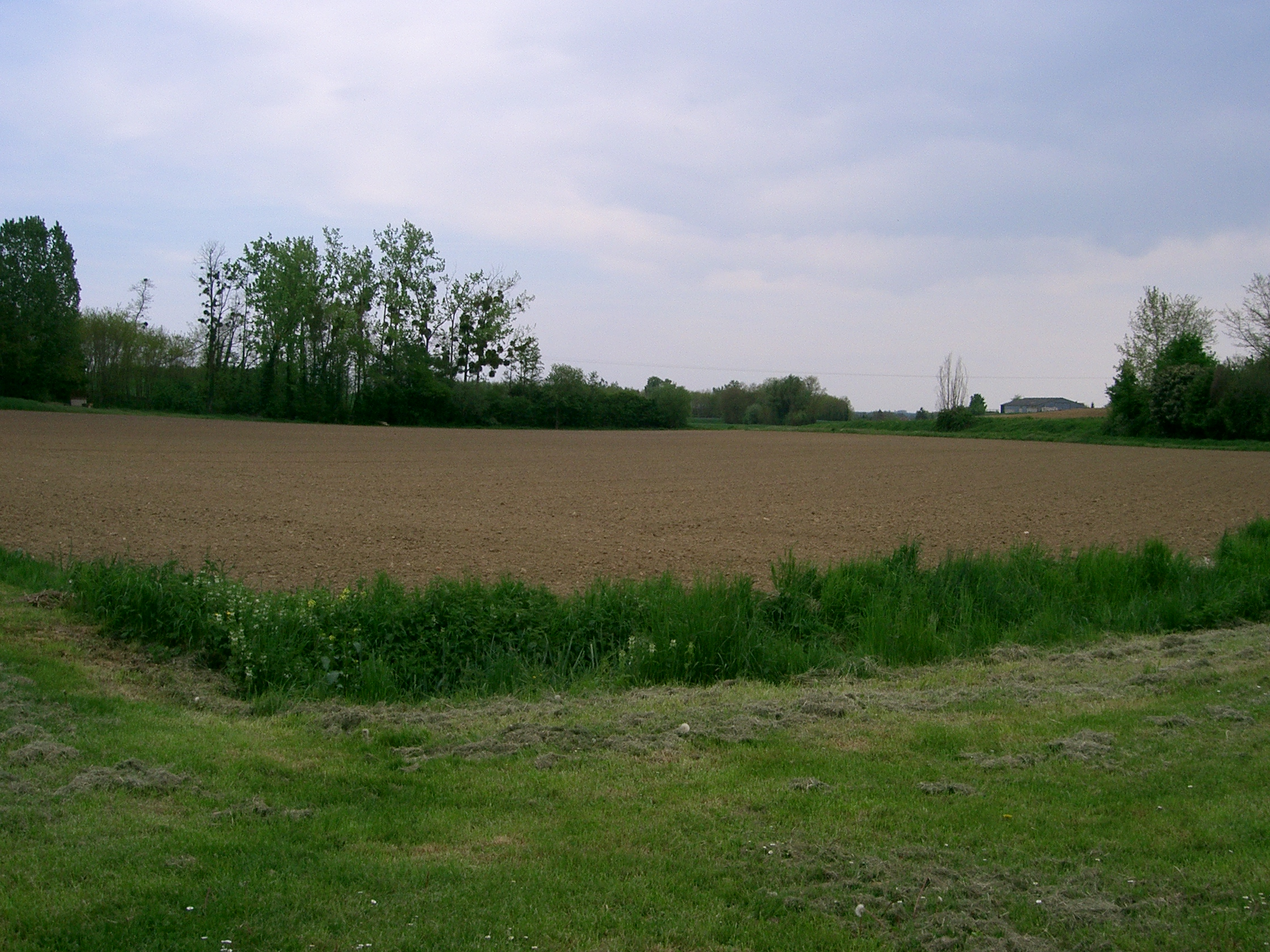
Emplacement de l'ancienne abbaye de Molaise disparue aujourd'hui.

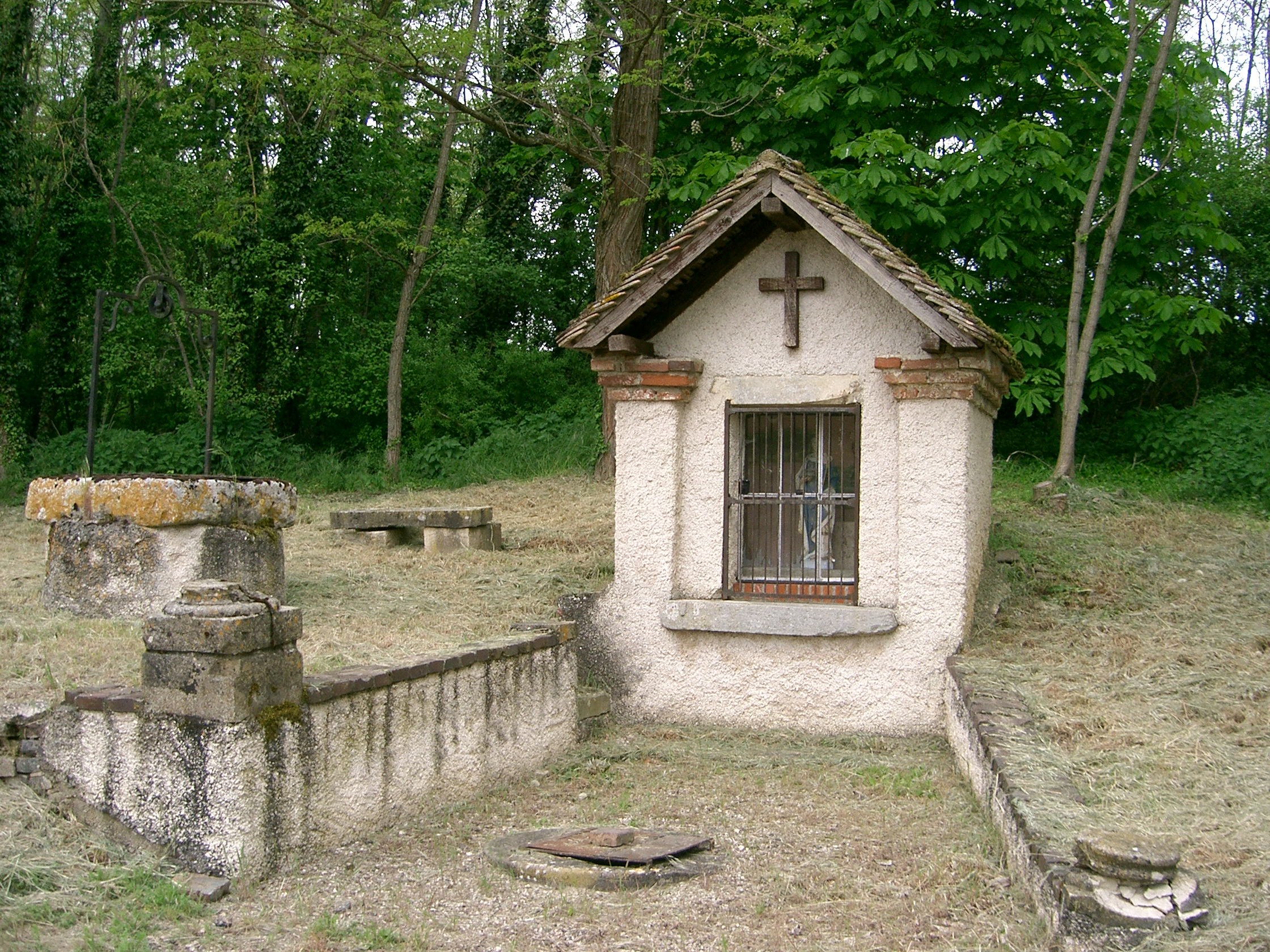
Oratoire Saint Louis sur l'emplacement de l'ancienne abbaye de Molaise.

Il ne reste aujourd’hui presque rien de l'abbaye de Molaise hormis un puits et des canalisations de ruisseaux. Quelques vestiges sont exposés au musée Denon de Chalon-sur-Saône et deux reliquaires de la fin du XVIIe /début XVIIIe siècle sont conservés dans l'église du village : ils contiennent des reliques de Saint-Louis obtenues à la fin du XIIIe /début XIVe siècle par la fille du roi sanctifié pour son abbaye. Ils étaient l'objet de vénération et de pèlerinages qui subsistent sous la forme d'une procession le 25 août à la chapelle saint Louis, petit oratoire érigé au début du XIXe siècle à l'endroit de l'ancien édifice monastique. Les eaux de Molaise étaient réputées soigner les écrouelles et les maladies des yeux.

## Archives et Bibliographie
- Archives départementales de Saône-et-Loire, H 603-673, H 1631-1635.
- Archives départementales de Côte-d'Or, 80 H.
- J. Berlioz, Saint Bernard en Bourgogne, Lieux et mémoire, Les Éditions du Bien Public, Dijon, 1990  (ISBN 2-905-441-26-7)

### Liens et sources
- « Chapelle de Molaise », sur michele.beaune.free.fr (consulté le 27 mai 2023)
- « Abbaye de cisterciennes dite abbaye de Molaise (détruite) à Ecuelles (71) », notice no IA71000555, sur la plateforme ouverte du patrimoine, base Mérimée, ministère français de la Culture
- « Chapelle Saint-Louis à Ecuelles (71) », notice no IA71000553, sur la plateforme ouverte du patrimoine, base Mérimée, ministère français de la Culture
- « Reliquaires de saint Louis et sainte Ursule », notice no IM71000945, sur la plateforme ouverte du patrimoine, base Palissy, ministère français de la Culture
- « Bourgogne », sur jeanlouis.marcot.free.fr (consulté le 27 mai 2023)
- « Erreur 404 », sur ateliers-habitatvivant.fr (consulté le 27 mai 2023)